# Lista das tentativas de assassinato a soberanos
Esta é uma cronologia das tentativas de assassinato.
- 5 de janeiro de 1757: Luís XV, rei da França.
- 24 de dezembro de 1800: Napoleão Bonaparte, primeiro consulado da França.
- 30 de janeiro de 1835: Andrew Jackson, presidente dos Estados Unidos da América.
- 10 de junho de 1840 (primeira tentativa), 30 de maio de 1842 (segunda tentativa), 29 de fevereiro de 1872 (terceira tentativa), 2 de março de 1882 (quarta tentativa) e 20 de junho de 1887 (quinta tentativa): Vitória, rainha do Reino Unido.
- 2 de fevereiro de 1852 (primeira tentativa), 28 de maio de 1856 (segunda tentativa) e 28 de dezembro de 1870 (terceira tentativa): Isabel II, rainha da Espanha.
- 18 de fevereiro de 1853: Francisco José I, imperador do Império Austro-Húngaro.
- 28 de abril de 1855 (primeira tentativa), 8 de setembro de 1855 (segunda tentativa) e 14 de janeiro de 1858 (terceira tentativa): Napoleão III, imperador da França.
- 23 de fevereiro de 1861: Abraham Lincoln, presidente dos Estados Unidos da América.
- 14 de abril de 1865: William H. Seward, secretário de estado dos Estados Unidos da América.
- 4 de abril de 1866 (primeira tentativa), 18 de junho de 1867 (segunda tentativa), 20 de abril de 1879 (terceira tentativa), 14 de abril de 1879 (quarta tentativa), dezembro de 1879 (quinta tentativa) e 5 de fevereiro de 1880 (sexta tentativa): Alexandre II, Czar da Rússia.
- 7 de maio de 1866 (primeira tentativa) e 13 de julho de 1874 (segunda tentativa): Otto von Bismarck, chanceler da Alemanha.
- 9 de março de 1886: Júlio Verne, escritor francês.
- 15 de julho de 1889: Dom Pedro II, segundo imperador do Brasil (Atentado de Julho de 1889).
- 11 de maio de 1891: Nicolau II, Czar da Rússia.
- 5 de novembro de 1897: Prudente de Morais, presidente do Brasil.
- 20 de maio de 1905: Émile Loubet, presidente da França.
- 31 de maio de 1906: Afonso XIII e Vitória Eugénia, rei e rainha da Espanha.
- 13 de outubro de 1912: Theodore Roosevelt, ex-presidente dos Estados Unidos da América.
- 29 de junho de 1914: Grigori Rasputin, místico russo.
- 14 de janeiro de 1918: Lenin, revolucionário russo.
- 6 de dezembro de 1918: Sidónio Pais, presidente de Portugal[1].
- 14 de julho de 1922: Alexandre Millerand, presidente da França.
- 27 de dezembro de 1923: Hirohito, futuro imperador do Japão.
- 11 de setembro de 1926: Benito Mussolini, líder italiano[2].
- 14 de novembro de 1930: Hamaguchi Osachi, primeiro-ministro do Japão.
- 15 de fevereiro de 1933: Franklin D. Roosevelt, presidente dos Estados Unidos da América.
- 25 de junho de 1934 (primeira tentativa), maio de 1944 (segunda tentativa), 9 de setembro de 1944 (terceira tentativa), 29 de junho de 1946 (quarta tentativa) e 14 de janeiro de 1948 (quinta tentativa): Mahatma Gandhi, líder da independência da Índia.
- 2 de junho de 1935: Gabriel Terra, presidente dos Uruguai.[3]
- 16 de julho de 1936: Eduardo VIII, rei da Grã-Bretanha.[4]
- 8 de novembro de 1939 (primeira tentativa), 21 de março de 1943[5] (segunda tentativa) e 20 de julho de 1944 (terceira tentativa): Adolf Hitler, Führer da Alemanha Nazista.
- 1 de novembro de 1950: Harry Truman, presidente dos Estados Unidos da América.
- 11 de dezembro de 1960 (primeira tentativa) e 2 de abril de 1961 (segunda tentativa): John F. Kennedy, presidente dos Estados Unidos da América.
- 8 de setembro de 1961 (primeira tentativa), 23 de maio de 1962 (segunda tentativa), 22 de agosto de 1962 (terceira tentativa) e 14 de agosto de 1964 (quarta tentativa): Charles de Gaulle, presidente da França.
- 11 de abril de 1968: Rudi Dutschke, sociólogo e político alemão.
- 3 de junho de 1968: Andy Warhol, artista de pop.
- 27 de novembro de 1970: Papa Paulo VI.
- 14 de abril de 1972 (primeira tentativa) e 22 de fevereiro de 1974 (segunda tentativa): Richard M. Nixon, presidente dos Estados Unidos da América.
- 15 de maio de 1972: George Wallace, governador do Alabama.
- 7 de dezembro de 1972: Imelda Romualdez Marcos, primeira-dama das Filipinas.
- 5 de setembro de 1975 (primeira tentativa) e 22 de setembro de 1975 (segunda tentativa): Gerald R. Ford, presidente dos Estados Unidos da América.
- 5 de maio de 1979: Jimmy Carter, presidente dos Estados Unidos da América.
- 30 de março de 1981: Ronald Reagan, presidente dos Estados Unidos da América.
- 13 de junho de 1981 (primeira tentativa) e 25 de dezembro de 2021 (segunda tentativa): Isabel II, rainha do Reino Unido.
- 12 de maio de 1982: Papa João Paulo II.
- 12 de outubro de 1984: Margaret Thatcher, primeira-ministra britânica.
- 7 de setembro de 1986: General Augusto Pinochet, presidente do Chile.
- 18 de janeiro de 1990: Hitoshi Motoshima, prefeito de Nagasaki, Japão.
- 7 de fevereiro de 1991: John Major, primeiro-ministro britânico.
- 5 de abril de 1992: Alan García, ex-presidente do Peru.
- 13 de abril de 1993: George H. W. Bush, ex-presidente dos Estados Unidos da América.
- 12 de setembro de 1994 (primeira tentativa) e 29 de outubro de 1994 (segunda tentativa): Bill Clinton, presidente dos Estados Unidos da América.
- 19 de abril de 1995: José María Aznar, político espanhol.
- 26 de junho de 1995: Hosni Mubarak, presidente do Egito.
- 12 de dezembro de 1996: Uday Hussein, filho de Saddam Hussein.
- 12 de fevereiro de 1997: Ernesto Samper Pizano, presidente da Colômbia.
- 7 de setembro de 1997: General Augusto Pinochet, presidente do Chile.
- 30 de dezembro de 1999: George Harrison, cantor e músico britânico e ex-integrante dos Beatles.
- 18 de setembro de 2000: General Robert Guei, líder militar da Costa do Marfim.
- 7 de fevereiro de 2001 (primeira tentativa), 11 de setembro de 2001 (segunda tentativa) e 10 de maio de 2005 (terceira tentativa): George W. Bush, presidente dos Estados Unidos da América.
- 14 de julho de 2002: Jacques Chirac, presidente da França.
- 14 de dezembro de 2003: Pervez Musharraf, presidente do Paquistão.
- 19 de março de 2004: Chen Shui-bian e Annette Lu, presidente e vice da República da China.
- 27 de fevereiro de 2007: Dick Cheney, vice-presidente dos Estados Unidos da América.
- 18 de outubro de 2007: Benazir Bhutto, ex-primeira-ministra do Paquistão e líder do oposicionista Partido Popular do Paquistão (PPP).
- 8 de janeiro de 2008: Maumoon Abdul Gayoom, presidente das Maldivas.
- 11 de fevereiro de 2008: José Ramos-Horta, presidente do Timor-Leste.
- 30 de abril de 2009: Beatriz, rainha dos Países Baixos, e sua família.
- 6 de outubro de 2018: Jair Bolsonaro, candidato a Presidência do Brasil
- 1º de setembro de 2022: Cristina Kirchner, vice-presidente da Argentina.
- 27 de setembro de 2023: Verónica Sarauz, viúva do candidato à Presidência do Equador assassinado, Fernando Villavicencio.[6]